# خروشنگو-کولونگا
خروشنگو-کولونگا (به لهستانی:  Hruszniew-Kolonia) یک روستا در لهستان است که در گمینا پلاتروو واقع شده‌است.